# Vocal compilation 90's hits Vol.1〜male〜 at the BEING studio
『vocal compilation 90's hits Vol.1 〜male〜 at the BEING studio』（ヴォーカル・コンピレーション・ナインティーズ・ヒッツ・ボリュームワン メール アト・ザ・ビーイング・ステューディオ）はビーイング側がリリースしたコンピレーションアルバム。

## 内容
4曲収録されたWANDSの楽曲は全て提供曲ではないが、ZYYGは織田哲郎が作曲に参加した楽曲を2曲収録した。徳永暁人率いる3ピースバンドXL、当時、6人編成だったBOØWYの曲も収録されている。プレミアムトラックである「たった一度のLove song」「ささやかな愛情」の歌詞は記載されていない。

## 収録曲
1. 果てしない夢を [white mix]（ZYYG,REV,ZARD&WANDS feat. 長嶋茂雄）
作詞:上杉昇・坂井泉水 作曲:出口雅之 編曲:明石昌夫
シングル出荷時の白ディスク盤面(通常版)収録のmix音源版を収録。
2. 悲しみが痛いよ（T-BOLAN）
作詞・作曲:川島だりあ 編曲:西田魔阿思惟(西田昌史)
3. ふりむいて抱きしめて（WANDS）
作詞:上杉昇 作曲・編曲:大島康祐
4. OH SHINY DAYS（TWINZER）
作詞:小田佳奈子 作曲:織田哲郎 編曲:葉山たけし・TWINZER
5. 甘いKiss Kiss（REV）
作詞・作曲:出口雅之 編曲:葉山たけし
アルバムバージョンを収録。
6. 君が欲しくてたまらない（ZYYG）
作詞:上杉昇 作曲:織田哲郎 編曲:栗林誠一郎
7. 抱きしめたい（REV）
作詞・作曲:出口雅之 編曲:葉山たけし
8. 君が好きだと叫びたい（BAAD）
作詞:山田恭二 作曲:多々納好夫 編曲:明石昌夫
9. くちびる (single ver.)（GEARS）
作詞:GEARS 作曲:J. Rinoie 編曲:TONE
10. ぜったいに 誰も（ZYYG）
作詞:高山征輝 作曲:織田哲郎 編曲:ZYYG
作詞者の高山征輝(せいき)が「MASAKI TAKAYMA」とクレジットされている。
11. I KISS YOU（新堂敦士）
作詞・作曲:新堂敦士 編曲:葉山たけし
12. O・K!（XL）
作詞・作曲・編曲:XL
13. サヨナラから始めよう（T-BOLAN）
作詞:森友嵐士 作曲:織田哲郎 編曲:明石昌夫・T-BOLAN
14. 天使になんてなれなかった（WANDS）
作詞:上杉昇 作曲:柴崎浩 編曲:葉山たけし
15. たった一度の LOVE SONG（BOØWY） - Premium Track
作詞・作曲:氷室狂介 編曲:布袋寅泰
1991年発売のBOXアルバム『BOØWY COMPLETE』に未発表曲として収録されていた楽曲。ライブハウス時代によく演奏されていており、6人編成時代に録音され当時メンバーだった深沢和明によるサックス演奏が聴くことができる。（『THIS BOØWY DRASTIC』収録時にはDemo音源であると表記されている。）
16. ささやかな愛情（WANDS） - Premium Track
作詞:上杉昇 作曲:柴崎浩 編曲:葉山たけし
WANDSの未発表曲。93年秋に制作。1コーラス+ラスサビとなっていて未完成（demo）の楽曲。